# Metylengrupp
En metylengrupp är en funktionell grupp med formeln CH2. Den förekommer i tre olika varianter:
- –CH2– (två enkelbindningar) i till exempel diklormetan (metylenklorid) och metylendioxigruppen.
- =CH2 (en dubbelbindning) i till exempel metylencyklopropen.
- :CH2, en karben som kallas metylen.

När antalet metylengrupper i en kedja eller ring ökar de lipofila egenskaperna hos molekylen.